# Jan-Reinard Sieckmann
Jan-Reinard Sieckmann (* 1960) ist ein deutscher Rechtswissenschaftler, Rechtsphilosoph und Hochschullehrer an der Friedrich-Alexander-Universität Erlangen-Nürnberg.

## Leben
Sieckmann studierte von 1978 bis zu seinem Ersten Juristischen Staatsexamen 1983 Rechtswissenschaften an der Universität Göttingen. An der dortigen juristischen Fakultät promovierte er 1987 mit einer von Ralf Dreier betreuten rechtstheoretischen Schrift zum Dr. iur. Es folgte sein Referendariat am Kammergericht Berlin, das er 1991 mit dem Zweiten Staatsexamen abschloss. 1991 studierte er im Rahmen eines Forschungsaufenthaltes an der University of Oxford. Nach seiner Rückkehr nach Deutschland war er von 1992 bis 1997 als wissenschaftlicher Assistent am Lehrstuhl von Robert Alexy an der Universität Kiel tätig. Unter dessen Betreuung schloss Sieckmann 1997 sein Habilitationsverfahren ab und erhielt von der Universität Kiel die Venia legendi für die Fächer Öffentliches Recht und Rechtsphilosophie.
Es folgten Lehrstuhlvertretungen an den Universitäten Köln und Freiburg. Von 1998 bis 2008 war er Professor für Öffentliches Recht an der Universität Bamberg, seit 2009 an der Universität Erlangen-Nürnberg, seit 2016 Professor für Rechtstheorie und Rechtsphilosophie. Von 2007 bis 2012 war er dauerhaft beurlaubt, um eine Tätigkeit als Langzeitdozent des DAAD an der Universität Buenos Aires ausüben zu können.

## Werk
Sieckmanns Forschungsschwerpunkte liegen vor allem im Bereich der Rechtsphilosophie, der Rechtstheorie, der Argumentationstheorie, der Verfassungstheorie sowie den Grund- und Menschenrechten. Einen zentralen Punkt seiner Forschung bildet die Autonomie.
- Regelmodelle und Prinzipienmodelle des Rechtssystems. Nomos, Baden-Baden 1990, ISBN 978-3-7890-1738-4 (Dissertation).
- Modelle des Eigentumsschutzes. Eine Untersuchung zur Eigentumsgarantie des Art. 14 GG. Nomos, Baden-Baden 1998, ISBN 978-3-7890-5547-8 (Habilitationsschrift).
- Zum verfassungsrechtlichen Eigentumsschutz im deutschen und britischen Recht. Nomos, Baden-Baden 1999, ISBN 3-7890-5880-7.
- El modelo de los principios del derecho. Universidad Externado, Bogotá 2006, ISBN 958-710-034-4 (spanisch).
- Recht als normatives System. Die Prinzipientheorie des Rechts. Nomos, Baden-Baden 2009, ISBN 978-3-8329-4115-4.
- The Logic of Autonomy. Law, Morality and Autonomous Reasoning. Hart Publishing, Oxford/Portland (Oregon) 2012, ISBN 978-1-84946-346-1 (englisch).